# Kees Kist
Cornelis Kist známý jako Kees Kist (* 7. srpna 1952 Steenwijk, Nizozemsko) je bývalý nizozemský fotbalista, který hrával na pozici útočníka. Je prvním nizozemským fotbalistou, který získal Zlatou kopačku pro nejlepšího evropského kanonýra. Podařilo se mu to v roce 1979. S 212 góly je čtvrtým nejlepším střelcem Eredivisie v historii, před ním jsou pouze Johan Cruijff (215 gólů), Ruud Geels (265) a Willy van der Kuijlen (311).

## Klubová kariéra
V Nizozemsku hrál za dva kluby SC Heerenveen a AZ Alkmaar. Je odchovancem Heerenveenu, kde působil 2 sezóny v nizozemské druhé lize (Eerste Divisie). S druhým jmenovaným klubem získal řadu trofejí: jeden titul v Eredivisie a tři prvenství v národním poháru. V sezóně 1978/79 se stal v dresu AZ nejlepším střelcem Eredivisie s 34 vstřelenými brankami. Získal tak evropskou Zlatou kopačku. V následující sezóně 1979/80 korunu krále střelců v Eredivisie obhájil, vsítil 27 gólů. V Poháru UEFA 1980/81 došel s klubem až do finále, kde AZ podlehl ve finálovém dvojutkání anglickému Ipswich Town FC.
Působil i v zahraničí, ve Francii v klubech Paris Saint-Germain (během jedné sezóny zde získal trofej v Coupe de France - francouzském poháru) a FC Mulhouse.

## Reprezentační kariéra
V letech 1975–1980 nastupoval za nizozemskou fotbalovou reprezentaci. Svůj reprezentační debut absolvoval 30. dubna 1975 v přátelském utkání proti domácímu týmu Belgie, Nizozemsko prohrálo 0:1, Kieft odehrál celé střetnutí.
Zúčastnil se dvou vrcholových fotbalových turnajů Mistrovství Evropy 1976 v Jugoslávii (zisk bronzové medaile, zasáhl pouze do utkání o třetí místo proti Jugoslávii - výhra 3:2) a Mistrovství Evropy 1980 v Itálii (tady odehrál všechna 3 utkání a ve dvou z nich dal po jedné brance, Řecku - výhra 1:0 a Československu - remíza 1:1, Nizozemsko nepostoupilo ze skupiny). Celkem odehrál v nizozemské reprezentaci 21 zápasů a vstřelil v nich 4 branky.